# Samsung Gear VR
Samsung Gear VR（サムスン ギアブイアール）は、サムスン電子がOculus VR社と共同で開発し、サムスンにて製造されたバーチャル・リアリティヘッドセットである。この製品は2015年11月27日に発売された。
使用時は、互換性のあるSamsung Galaxyデバイスがこのヘッドセットのディスプレイ兼プロセッサとして機能し、一方のGear VR本体はUSB-Cかmicro-USB経由でスマートフォンに接続することで視野を備えたコントローラーとして動作するほか、回転挙動を追う慣性計測装置(IMU)の機能もある。Gear VRヘッドセットには、タッチパッドや各種ボタンおよび機器がオンになったことを検出する近接センサーのリモコンが付随する。
Gear VRは2014年9月3日に初めて発表された。開発者にGear VRのコンテンツ制作を許可し、VR愛好家や最新技術愛好家がそのテクノロジーにいち早く触れられるよう、一般向け製品の前にサムスンはGear VRのイノベーター版を2度リリースした。
一般向け製品も幾度かのモデル刷新を遂げつつ販売されていたが、2020年9月30日にSamsung Gear VR関連のサムスン公式サービスは全て終了となった。

## 概要
Samsung Gear VRは、サムスンの主力スマートフォンで動作するよう設計されている。現在サポートされているのは、Galaxy S6/S6 Edge/ S6 Edge + 、Galaxy Note 5、Galaxy S7/S7 Edge、Galaxy S8/S8+、 Galaxy Note Fan Edition、Galaxy Note 8、Galaxy A8 /A8 +(2018)、Galaxy S9/S9+である。
Galaxy Note10/Note10 +/Note10 5G/Note10+ 5G以降はGear VRのサポート対象外である。
ヘッドセット上部のホイールを使ってフォーカス調整が可能である。タッチパッドはデバイス右側にあり、戻るキーとホームキーのボタンがそのすぐ上にある。音量は右側にあるボリュームキーで調整できる。 USB-Cポートはヘッドセット下部にある。
サムスンがこの事業でハードウェアに設定した主要目標の一部は次の通り。ヘッドセットがMTP遅延を20ミリ秒未満に留められる事。ハードウェアとカーネルの最適化。ヘッドセットで高解像度のレンダリングを可能にするGalaxy Note4のQHDディスプレイ製作。レンズの視野は、初期の3モデルまで96°で、R323で101°になった。
Oculus Homeは、Samsung Gear VRのコンテンツをダウンロードして使うための主な機能である。Oculus HomeはGear VRにソフトウェア配布をする主な場所でもある。Gear VRの主な魅力は、バーチャルリアリティを基本とするモバイル型のゲームやシミュレーションだが、近年では科学や医学教育におけるこのデバイスの効果的な使用にも関心が高まっている。

## 経緯
一般消費者向けのSamsung Gear VRは2015年11月に発売されたが、サムスンは2005年1月にHMDヘッドマウントディスプレイ(HMD)の特許を取得していた。これは、携帯電話をHMDのディスプレイとして使用する最初のアイデアの1つだった。しかし、特許申請当時の携帯電話技術では達成できうる品質やパフォーマンスが限定的だった。サムスンは社内でVRとHMDの研究を継続した。
2013年のGalaxy S4発売に伴い、サムスンはスマートフォンで動作するバーチャルリアリティを基本としたデバイスの開発に専念する公式チームを結成した。このチームは複数の試作品を開発したが、パフォーマンスやディスプレイは未だ基準に到達しなかった。2014年、サムスンはOculus社（別の有名なバーチャルリアリティ・デバイスOculus Riftの製作会社）と提携し、開発を支援した。Samsung Gear VRは、2014年9月3日にベルリンのIFAで行われたサムスンの記者会見で（それを実行可能なスマートフォンGalaxy Note 4と一緒に）発表された。

## バリエーション
Samsung Gear VRの初期バージョンSM-R320は、2014年12月にリリースされた。このバージョンはGalaxy Note 4とだけ互換性があった。この型番は主に開発者向けに販売され、彼らがデバイスの動作を理解したり、同デバイスの消費者向けバージョンの正式リリースに備えたコンテンツ製作ができるようにしたものだった。それはまた、VRテクノロジー愛好家がその技術に早くから触れる機会を与えることになった。 2015年3月にSamsung Gear VRの2番目となるSM-R321がリリースされた。このデバイスはGalaxy S6とGalaxy S6 Edgeのみ利用できた。マイクロUSBポートが追加され、繋いだデバイスに電力を供給するほか、レンズの曇りを防ぐ内部の小型ファンも追加された。
次の型番SM-R322が、いわゆるSamsung Gear VRと称される一般消費者向け製品で、2015年11月20日に発売された。同デバイスは2015年11月10日にAmazon、ベスト・バイ、サムスンで注文予約の受付が行われ、発売当日にデバイスは完売した。この型番は以前のバージョンと比較して若干の小さな変更があった。まず、この型番はSamsung Galaxyの6機種(S6, S6 edge, S6 edge+, Note 5, S7, S7 edge)で使えるようになった。また、以前のイノベーター版より19%軽量化しており、人間工学を取り入れて操作を容易にするタッチパッドを設計し直した。
続くSM-R323モデルはGalaxy Note 7と一緒に発売され、視界の改善、クッション増加、平面タッチパッド、眩しさを低減するカバーと本体の変更などの小さな修正が加えられた。このモデルでは、Note 7に接続できるようUSB Micro-Bの代わりにUSB-Cコネクタも使用可能となり、同ポートでデータ転送もできるようになった。Micro-USB コネクタを用いて古いデバイスで使うためのアダプターも提供された。しかしGalaxy Note 7の（相次ぐ発火事件を発端とする）リコールおよび生産中止を受けて、2016年10月11日にGear VRは安全上の理由から同スマートフォンと互換性がないようにした。
大型のGalaxy S8で使える新モデルSM-R324は、2017年4月21日に同スマホと一緒に発売された。サムスンはまたこの最新モデルに手持ち式のGear VRコントローラを同梱し、これは既存デバイスの独立型アクセサリー（いわゆるリモコン）として利用可能だった。既存のサポート対象デバイスとの互換性もそれが保った。
大型のGalaxy Note 8で使える最新モデルSM-R325は、同スマホとの同時販売に向けて2017年9月15日に披露された。こちらにも、既存のサポート対象デバイスとの互換性を保つ手持ち式コントローラが同梱されている。

### サムスンのサポート終了
2020年5月11日、サムスンはXRアプリケーションのサービスを終了すると発表した。2020年9月30日にこのサービス全体が終了されることになった。
この発表後、日本では6月8日までに、360°動画のアップロードおよびプレミアム動画の新規購入ができなくなった。購入済みのプレミアム動画は2020年9月30日まで視聴可能だったが、全てのサムスンXRおよびサムスンVRのビデオクライアントがアップデートされなくなった。
2020年6月30日にSamsung VRビデオアプリは、Oculus Go、Oculus Rift、Oculus Questでサポートされなくなり、Oculusストアからアプリが削除された。
2020年9月30日以降は全てのSamsung XRユーザーアカウントが無効になり、同アカウント情報および関連データが削除されている。公開されていた動画も全てSamsung XRサービスから削除されている。Samsung VRビデオアプリは、Samsung Gear VR やWindows Odysseyでサポート対象外となり、同アプリはOculusとMicrosoft Mixed Realityストアから削除されている。Samsung XRモバイルアプリはAndroid端末でサポート対象外となり、同モバイルアプリも Galaxy Storeや Google Playから削除されている。
Oculus社は、Google Playから入手可能なOculus Gear VRアプリでこのサポートを継続している。Oculus Gear VRストアでは、Facebookユーザーが数百ものOculus Gear VR のVR体験、ゲーム、アプリ、エンターテインメントなどをダウンロードできるようになっている。

## 製品の互換性一覧
Samsung Galaxy VR  (SM-R325) 
- Samsung Galaxy Note 9 （サムスン製アダプター付属）は、SM-R325NZVC*** という品番のGear VRモデルのみ互換性あり[30]
- Samsung Galaxy S10+
- Samsung Galaxy S10
- Samsung Galaxy S10e
- Samsung Galaxy S9
- Samsung Galaxy S9+
- Samsung Galaxy Note8
- Samsung Galaxy S8
- Samsung Galaxy S8+
- Utilises a USB-C connector and can be used with the below models using an adaptor
- Samsung Galaxy S6
- Samsung Galaxy S6 Edge
- Samsung Galaxy S6 Edge +
- Samsung Galaxy Note 5
- Samsung Galaxy S7
- Samsung Galaxy S7 edge
- Samsung Galaxy A8
- Samsung Galaxy A8 Plus
- Samsung Galaxy A8 Star

Samsung Galaxy VR  (SM-R324)
- Samsung Galaxy S8
- Samsung Galaxy S8+
- Utilises a USB-C connector and can be used with the below models using an adaptor
- Samsung Galaxy S6
- Samsung Galaxy S6 Edge
- Samsung Galaxy S6 Edge +
- Samsung Galaxy Note 5
- Samsung Galaxy S7
- Samsung Galaxy S7 edge

Samsung Galaxy VR (SM-R323)
- Samsung Galaxy Note7 (initially)
- Utilises a USB-C connector and can be used with the below models using an adaptor
- Samsung Galaxy S6
- Samsung Galaxy S6 Edge
- Samsung Galaxy S6 Edge +
- Samsung Galaxy Note 5
- Samsung Galaxy S7
- Samsung Galaxy S7 edge

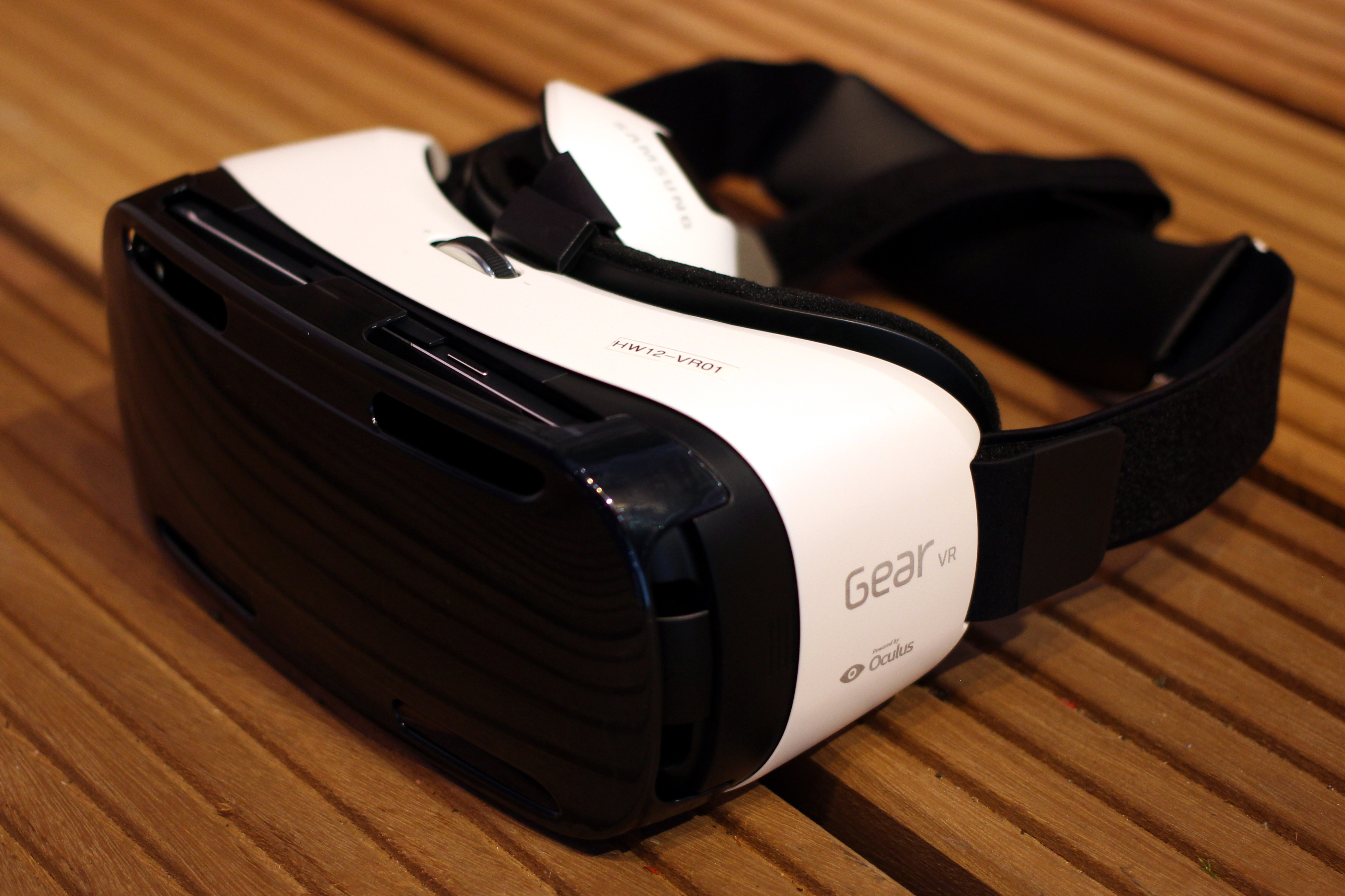
Samsung Gear VR SM-R320

Samsung Gear VR (SM-R322)
- Samsung Galaxy S6
- Samsung Galaxy S6 Edge
- Samsung Galaxy S6 Edge +
- Samsung Galaxy Note 5
- Samsung Galaxy S7
- Samsung Galaxy S7 edge

Samsung Gear VR  (SM-R321)
- Samsung Galaxy S6
- Samsung Galaxy S6 Edge

Samsung Gear VR (SM-R320)
- Samsung Galaxy Note 4